# Anouk Vetter
Anouk Vetter, född 4 februari 1993, är en nederländsk friidrottare som tävlar i mångkamp.

## Karriär
Vid de olympiska sommarspelen 2020 tog Vetter silver i sjukamp. Vid världsmästerskapen i friidrott 2023 tog hon brons i samma disciplin och vid världsmästerskapen i friidrott 2022 tog hon silver.